# Ruiten Boer (kunst)

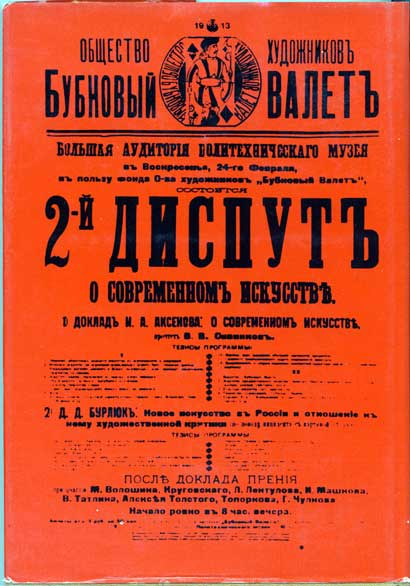
Poster voor het tweede Ruiten Boer-dispuut, 1913

Ruiten Boer (Russisch: Бубновый валетъ, geromaniseerd: Boebnovi valet) was een avant-gardistische expositie in Moskou in 1910. Kort daarna werd door betrokken Russische kunstenaars onder dezelfde naam een genootschap opgericht, dat actief zou blijven tot eind 1917.

## Context
De Russische avant-gardistische kunstwereld was aan het begin van de twintigste eeuw sterk in beweging. Vernieuwende stromingen volgden elkaar in hoog tempo op, het ene manifest na het andere werd geschreven, welbewust werden choquerende tentoonstellingen georganiseerd en tal van nieuwe kunsttijdschriften opgericht. Een van die tijdschriften was Het Gulden Vlies, waaraan de kunstschilders Michail Larionov, Natalja Gontsjarova, Georgi Jakoelov en Alexej von Jawlensky verbonden waren. Ook Wassily Kandinsky behoorde tot deze groep, hoewel hij niet publiceerde. Deze kunstenaars spiegelden zich in de periode 1905-1910 sterk aan het Westen, Jawlensky en Kandinsky vooral aan de Duitse kunstwereld, Larionov en Gontsjarova aan de Franse. Aanvankelijk waren het vooral stromingen als het expressionisme, het impressionisme, het postimpressionisme en het fauvisme die hun aandacht trokken. Paul Cézanne was voor velen een voorbeeld. Gaandeweg ontwikkelde de Russische kunstenaars echter steeds meer een eigen stijl, waarbij ze invloeden vanuit het primitivisme en het kubisme verwerkten tot een authentieke modernistische stijl. Typerend zouden worden: de gesimplificeerde vormen en de expressieve kleuren.

## Ruiten Boer: expositie en genootschap
Eind 1910 organiseerden de jonge avant-gardistische kunstschilders Michael Larionov, Nalalja Gontsjarova en Aristarch Lentoelov een grote onafhankelijke kunsttentoonstelling te Moskou, onder de naam Ruiten Boer (symbool voor de vrijgevochten kunstenaar). Werken van Henri Le Fauconnier, André Lhote, Albert Gleizes en Jean Metzinger werden tentoongesteld naast schilderijen van een nieuwe generatie modernistische Russische kunstschilders. Naast Larionov, Gontcharova en Lentoelov waren dat onder andere: Wassily Kandinsky, Kazimir Malevitsj, Aleksandra Ekster, Pjotr Kontsjalovski, Ilja Masjkov, Robert Falk en de broers Vladimir en David Boerljoek. De expositie trok internationale aandacht en werd door kunstcritici geprezen als het Russische equivalent van Der Blaue Reiter.
Korte tijd na de tentoonstelling zouden Pjotr Kontsjalovski, Ilja Masjkov, Vasili Rozjdestvenski en Alexander Koeprin, onder dezelfde naam, 'Ruiten Boer', ook een kunstenaarsgenootschap oprichten, waarvan de meeste Russische deelnemers aan de eerdere expositie lid zouden worden. Aanvankelijk betrof het vooral Moskouse kunstschilders, later ook vanuit Sint-Petersburg en elders. Naast Kontsjalovski, Masjkov, Rozjdestvenski en Koeprin, werden onder andere lid: Kandinsky, Lentoelov, Falk, Moisej Feigin, Adolph Milman en de gebroeders Boerljoek. Later sloten zich ook Alexander Osmerkin, Ljoebov Popova en Vladimir Tatlin aan. Ook de schrijvers Valeri Brjoesov en Aleksej Nikolajevitsj Tolstoj associeerden zich met Ruiten Boer.
Ruiten Boer stelde zich statutair ten doel om ideeën over moderne kunst te verspreiden binnen de Russische kunstwereld. Vanuit dat kader propageerde ze een kunstenaarschap los van regels, met volledige ruimte voor de individuele expressie (twee van de oprichters waren eerder verwijderd van de Moskouse 'Hogeschool voor schilderkunst, beeldhouwen en architectuur' wegens 'deviant artistiek denken'). Stromingen als het post-impressionisme, het fauvisme en het kubisme waren sterk richtinggevend, met name in de beginperiode. Direct na de oprichting gold het gezelschap enige tijd als het belangrijkste kunstenaarsgenootschap binnen de Russische avant-garde. In de periode tot aan de Russische Revolutie organiseerden ze diverse tentoonstellingen en spraakmakende disputen.

## Einde en betekenis
De nadruk op individuele artistieke vrijheid van de afzonderlijke kunstenaars droeg uiteindelijk mede bij tot het uiteenvallen van het Ruiten Boer. De stijlen van de diverse leden liepen allengs steeds verder uiteen. Er ontstond een soort van richtingenstrijd, die zich al bij de oprichting van het genootschap aftekende: niettegenstaande hun actieve deelname aan de disputen van Ruiten Boer, weigerden de meer abstract werkende Larionov en Gontsjarova om lid te worden. In 1912 vormden ze de groep 'Ezelstaart', samen met Malevitsj, hoewel die laatste later alsnog lid zou worden van Ruiten Boer (en zelfs de laatste voorzitter zou zijn). De verbondenheid tussen de diverse leden werd hoe dan ook geleidelijk minder. De gebroeders Boerljoek sloten zich in 1913 aan bij een andere avant-gardistische groepering, de 'Unie van de jeugd' (Sojoez Molodjozji, met onder andere ook de dichters Majakovski en Chlebnikov). In 1916 verlieten Masjkov en Kontsjalovski het genootschap. Kort na de Russische Revolutie werd Ruiten Boer opgeheven.
Heden ten dage wordt Ruiten Boer, zowel de expositie als het genootschap, beschouwd als een keerpunt in de geschiedenis van het Russische modernisme: waar tot 1910 nog sprake was van een sterke oriëntatie op het Westen, ontstond daarna een krachtig zelfbewustzijn en sterk geloof in eigen kunnen. Het resulteerde in diverse nieuwe en authentieke kunststromingen (Russisch futurisme, kubo-futurisme, suprematisme, constructivisme) die uiteindelijk een eigen plek zouden opeisen in de geschiedenis van de moderne kunst, en niet alleen in Rusland.

## Galerij geassocieerde kunstenaars

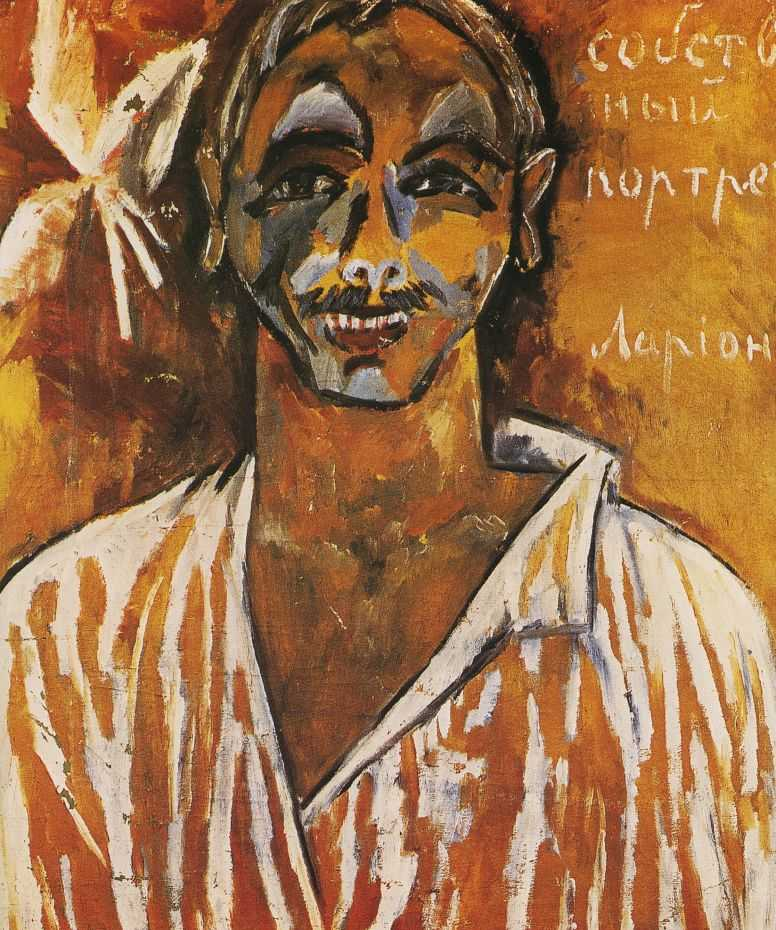
Michail Larionov, organisator expositie
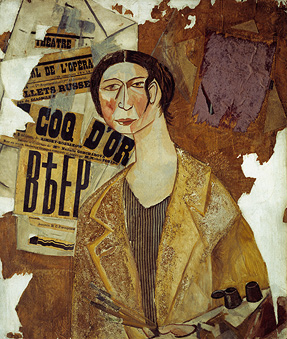
Natalja Gontsjarova, mede-organisator, door Larionov
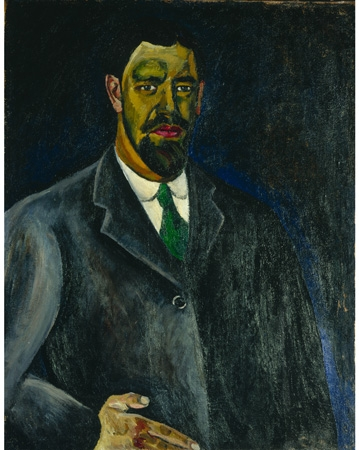
Pjotr Kontsjalovski, medeoprichter genootschap
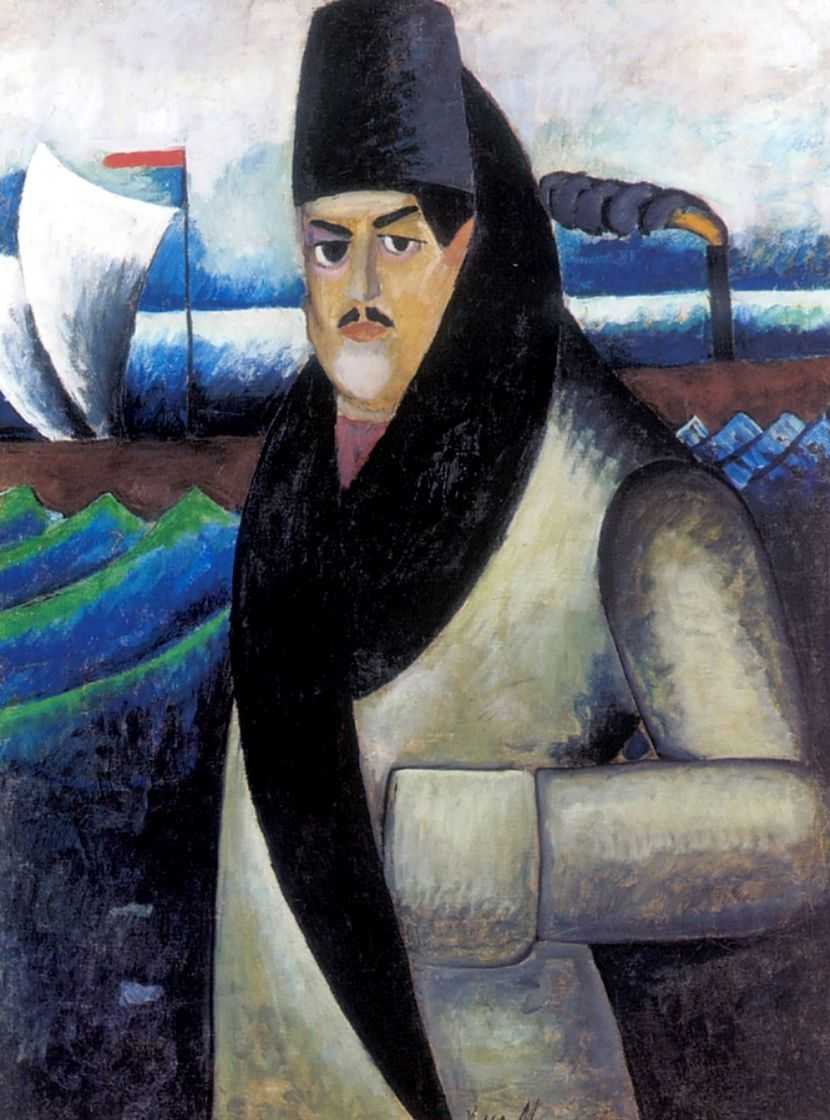
Ilja Masjkov, medeoprichter genootschap
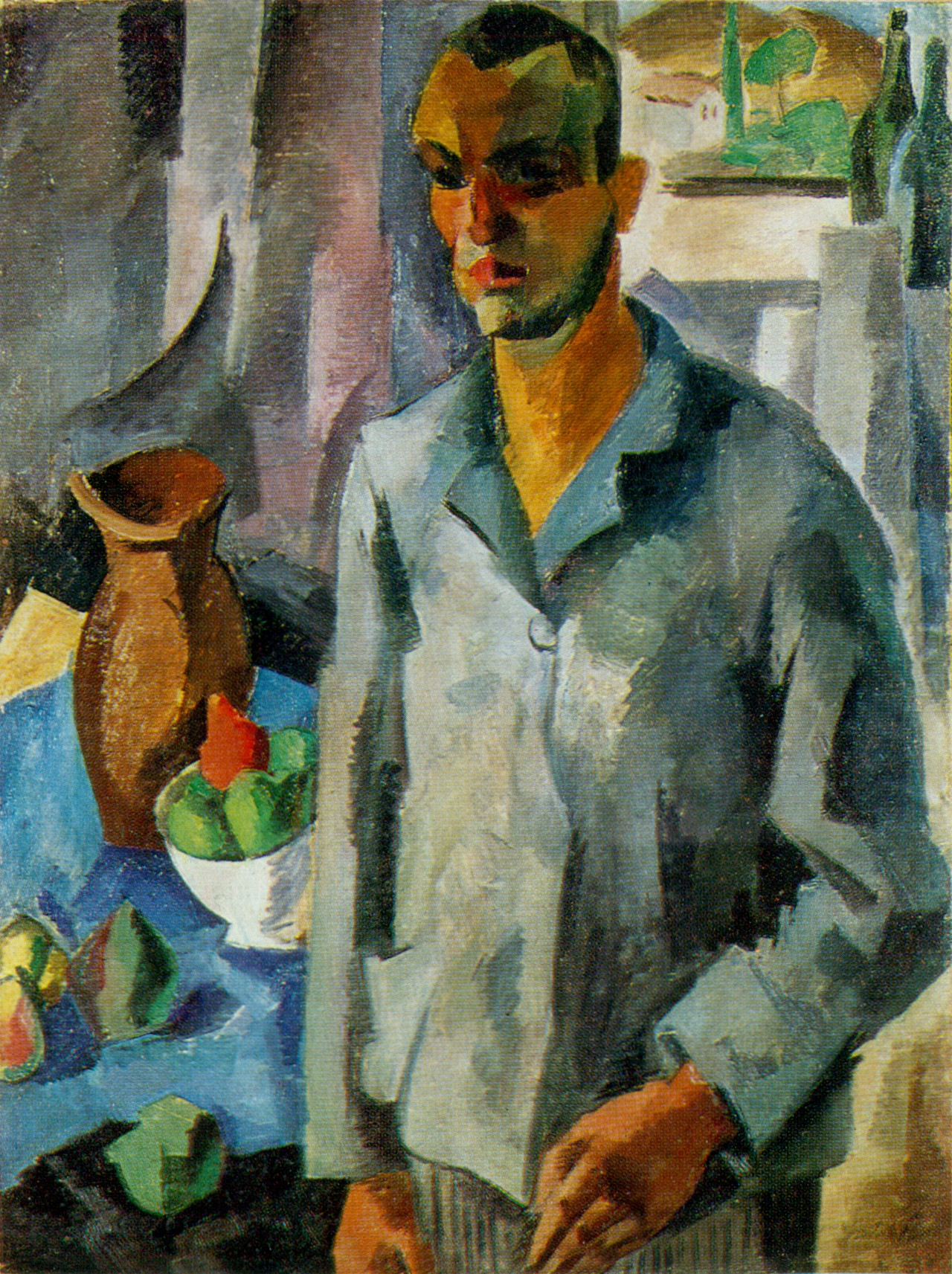
Robert Falk, lid van het eerste uur
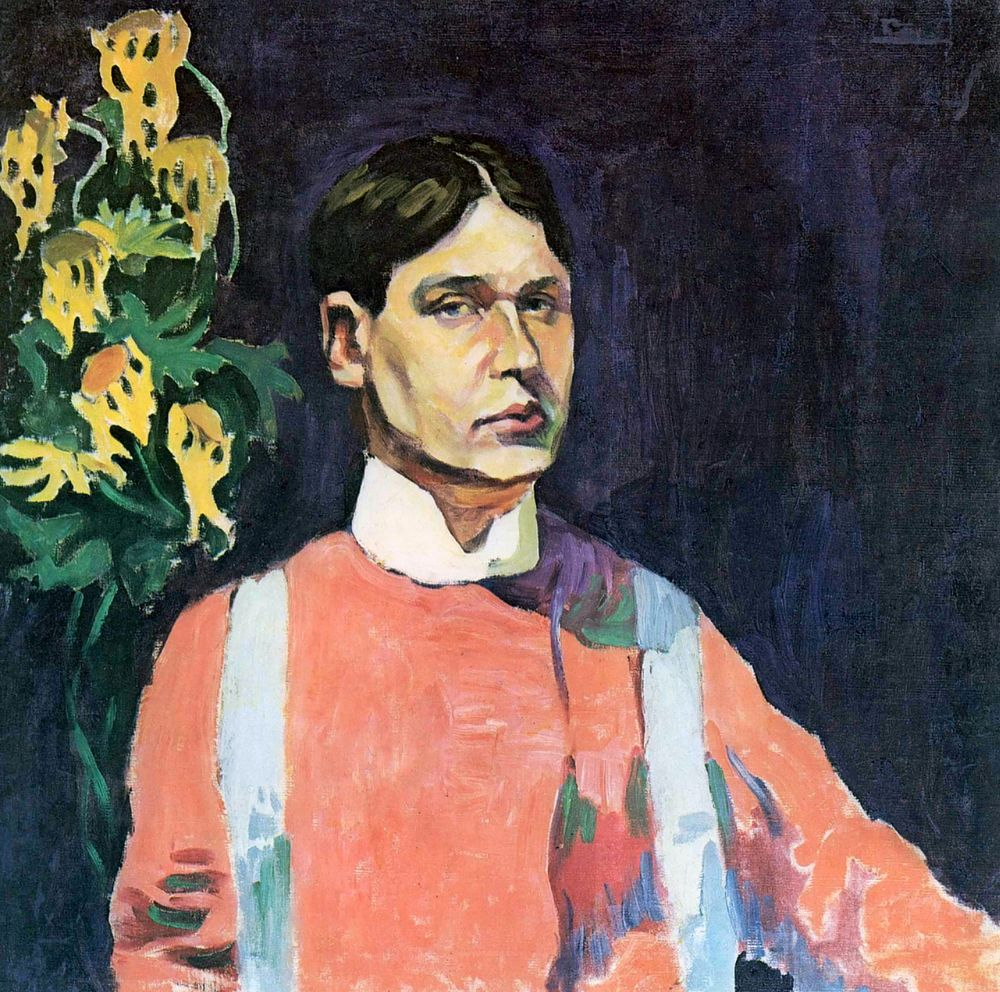
Aristarch Lentoelov, medeorganisator expositie
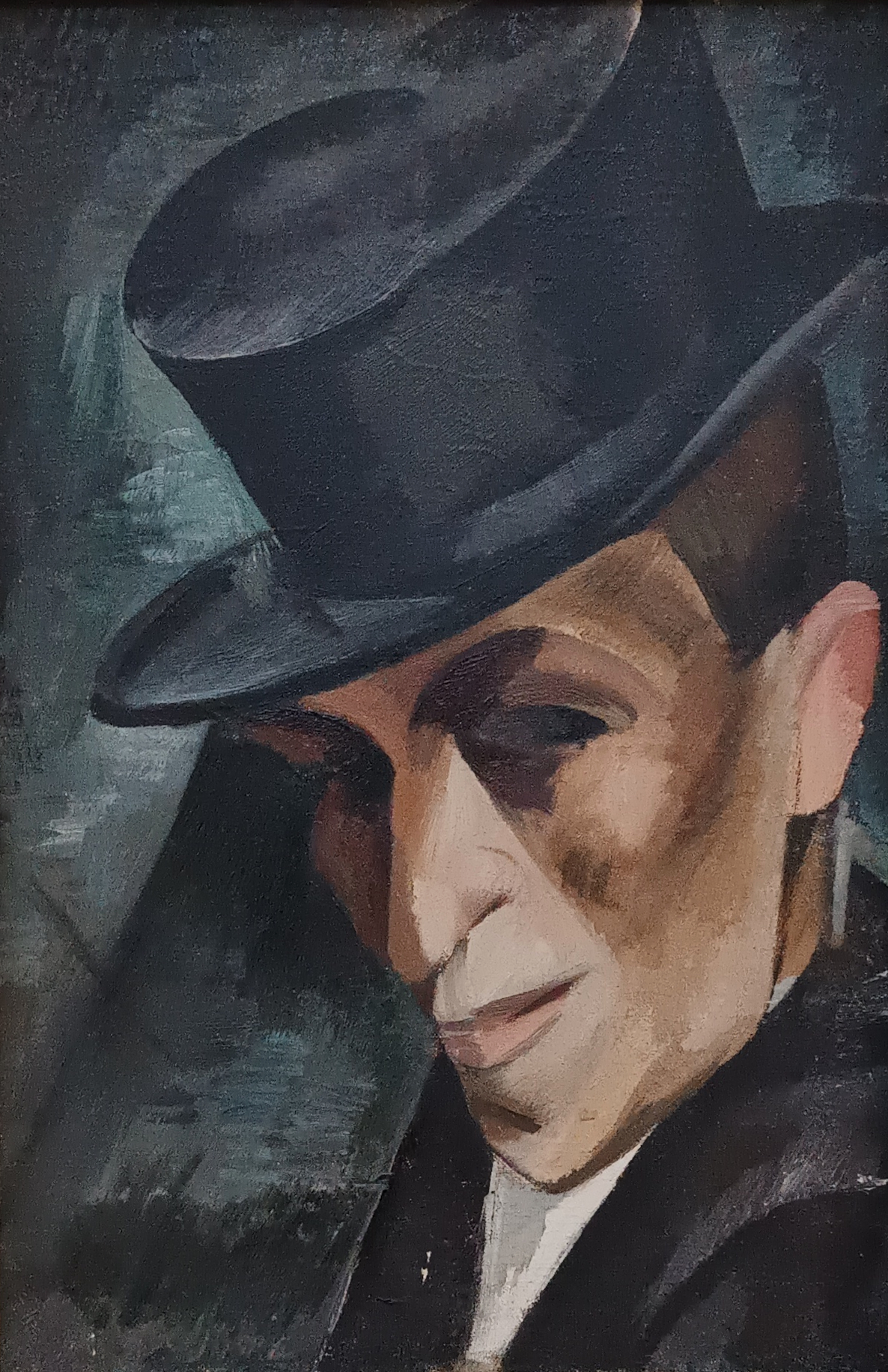
Alexander Osmerkin, Man met cilinderhoed, mogelijk zelfportret
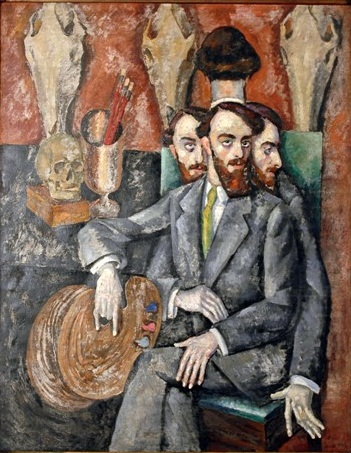
Drievoudig portret van Adolph Milman, door Masjkov
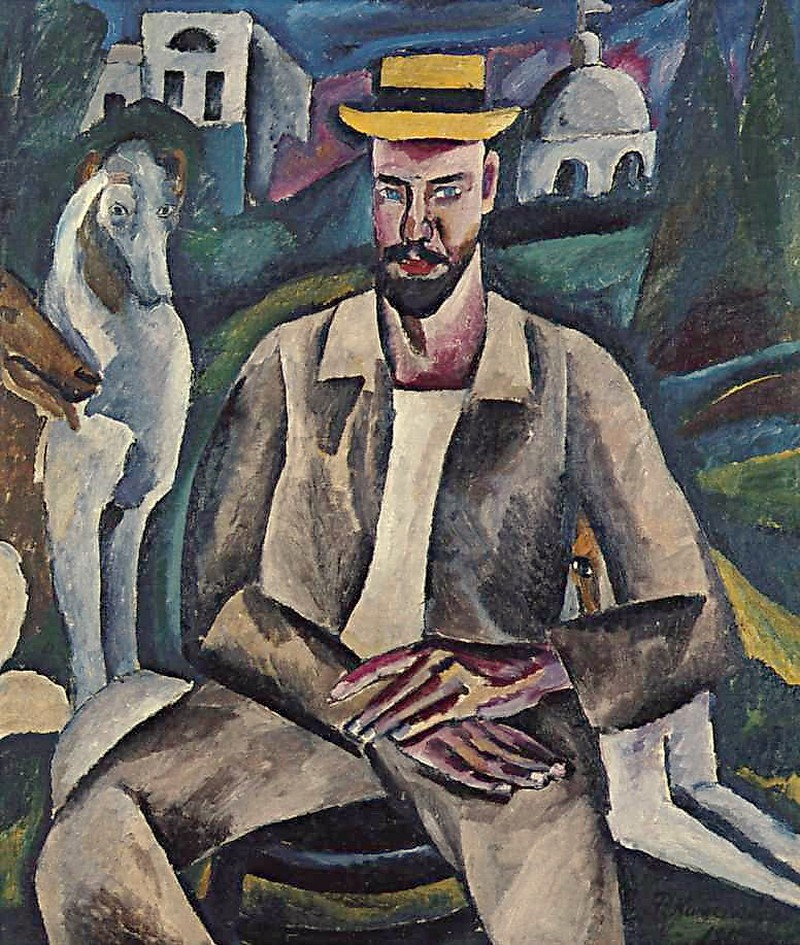
Vasili Rozjdestvenski, door Kontsjalovski
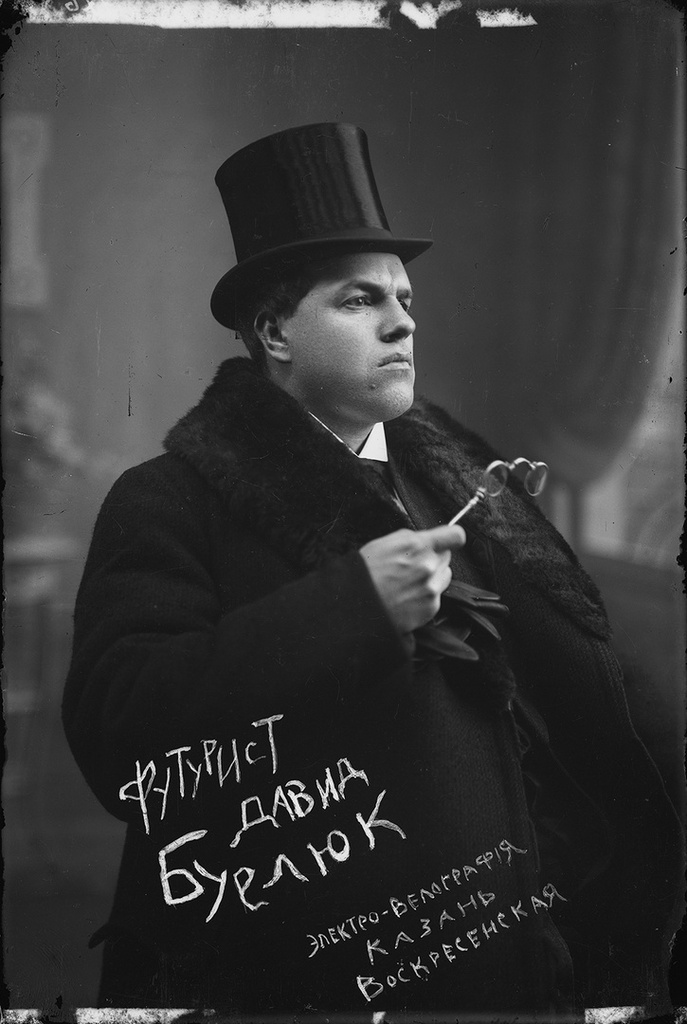
David Boerljoek, de latere futurist, vriend van Majakovski